# Наоки Јамада
Наоки Јамада (јап. 山田 直輝; 4. јул 1990) јапански је фудбалер.

## Каријера
Током каријере је играо за Урава Ред Дајмондс и Шонан Белмаре.

## Репрезентација
За репрезентацију Јапана дебитовао је 2009. године. За тај тим је одиграо 2 утакмица и постигао 点 голова.

## Статистика
| Јапан  | Јапан   | Јапан  |
| Година | Наступи | Голови |
| ------ | ------- | ------ |
| 2009.  | 1       | 0      |
| 2010.  | 1       | 0      |
| Укупно | 2       | 0      |